# Façana
Una façana, frontera, fatxada o un frontis és, per extensió, qualsevol parament exterior d'un edifici; encara que per defecte, quan es parla de façana, es fa al·lusió a la davantera o principal, indicant-se més dades en cas contrari (façana posterior, façana nord, etc.) El mot deriva de faç, i es coneix en català des de 1294.

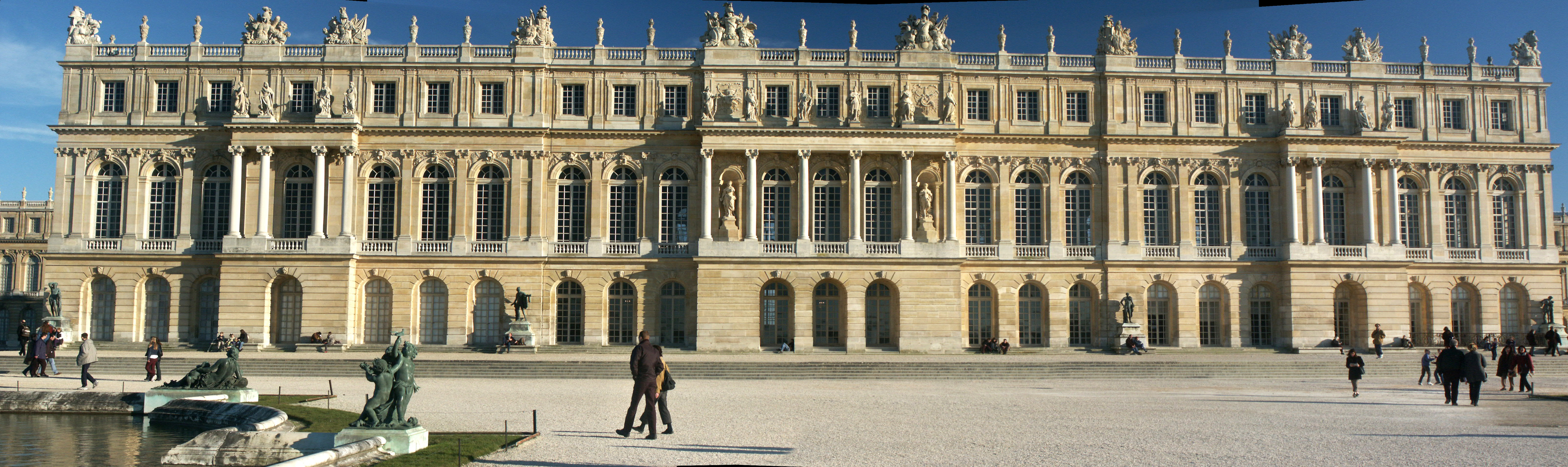
Façana del palau de Versalles (França)

La façana és objecte d'especial cura en el disseny arquitectònic, ja que en ser l'única part de l'edifici percebut des de l'exterior, moltes vegades és pràcticament l'únic recurs disponible per expressar o caracteritzar la construcció. El factor expressiu està tan arrelat en el concepte de façana, que de vegades es fa referència a la coberta com la «cinquena façana» quan aquesta té una intenció estètica. Des del punt de vista de l'enginyeria, la façana també té una gran importància pel seu impacte en l'eficiència energètica.

## Desenvolupament històric

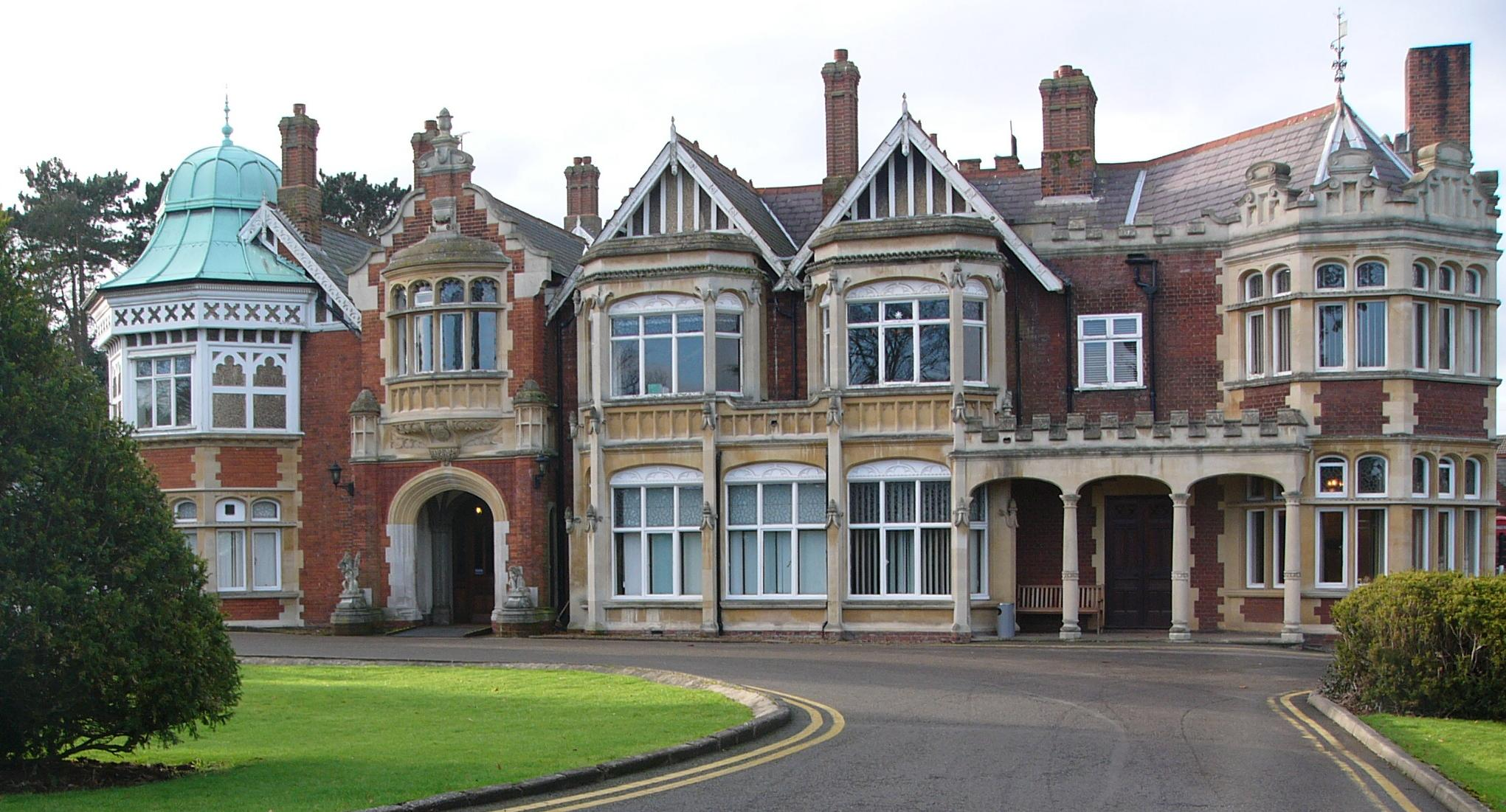
La façana de Bletchley Park, en Buckinghamshire (Anglaterra), una curiosa barreja d'estils arquitectònics diferents

La façana ha experimentat multitud de transformacions al llarg de la història per la seva condició de suport o llenç per als diferents estils arquitectònics. Tanmateix, els canvis més profunds han estat conseqüència de l'evolució de les tècniques constructives. Tradicionalment, la façana ha estat alhora l'estructura i el tancament de l'edifici i, per tant, la capacitat d'obrir buits per il·luminar, ventilar, o disposar de vistes a l'exterior ha estat limitada. El desenvolupament històric de la façana ha estat doncs una carrera tecnològica darrere ampliar aquests necessaris buits. La mida i disposició dels buits ha estat condicionada fonamentalment per dues limitacions: la capacitat per obrir-los (evolució del mur de càrrega), i la capacitat de protegir-los (evolució del vidre).
A l'arquitectura de l'antiga Grècia les façanes no tancaven un espai interior, sinó que exterioritzaven un conjunt escultòric seguint estrictes lleis de simetria i proporcionalitat, que començaren a tenir autonomia en els temples i basíliques romanes, i adquirí un valor determinant amb l'adveniment del cristianisme. L'arquitectura contemporània considera la façana dels edificis com un element autònom dominat per una intencionalitat formal més acusada que en la resta.
Històricament, els edificis eren construïts amb fusta, maçoneria o la combinació d'ambdós. Els seus murs exteriors eren de càrrega, suportant gran part o tota la càrrega de tota l'estructura. La naturalesa dels materials va marcar els límits a l'alçada d'un edifici i a la mida màxima de les obertures de les finestres. El desenvolupament i l'ús generalitzat de l'acer laminat i posteriorment del formigó armat va permetre que pilars relativament petits suportessin grans càrregues fent que les parets exteriors poguessin no ser portants i, per tant, molt més lleugeres i obertes que les parets de càrrega, donant lloc a un augment de l'ús del vidre com a façana exterior i el mur cortina actual.

### La tecnologia del vidre

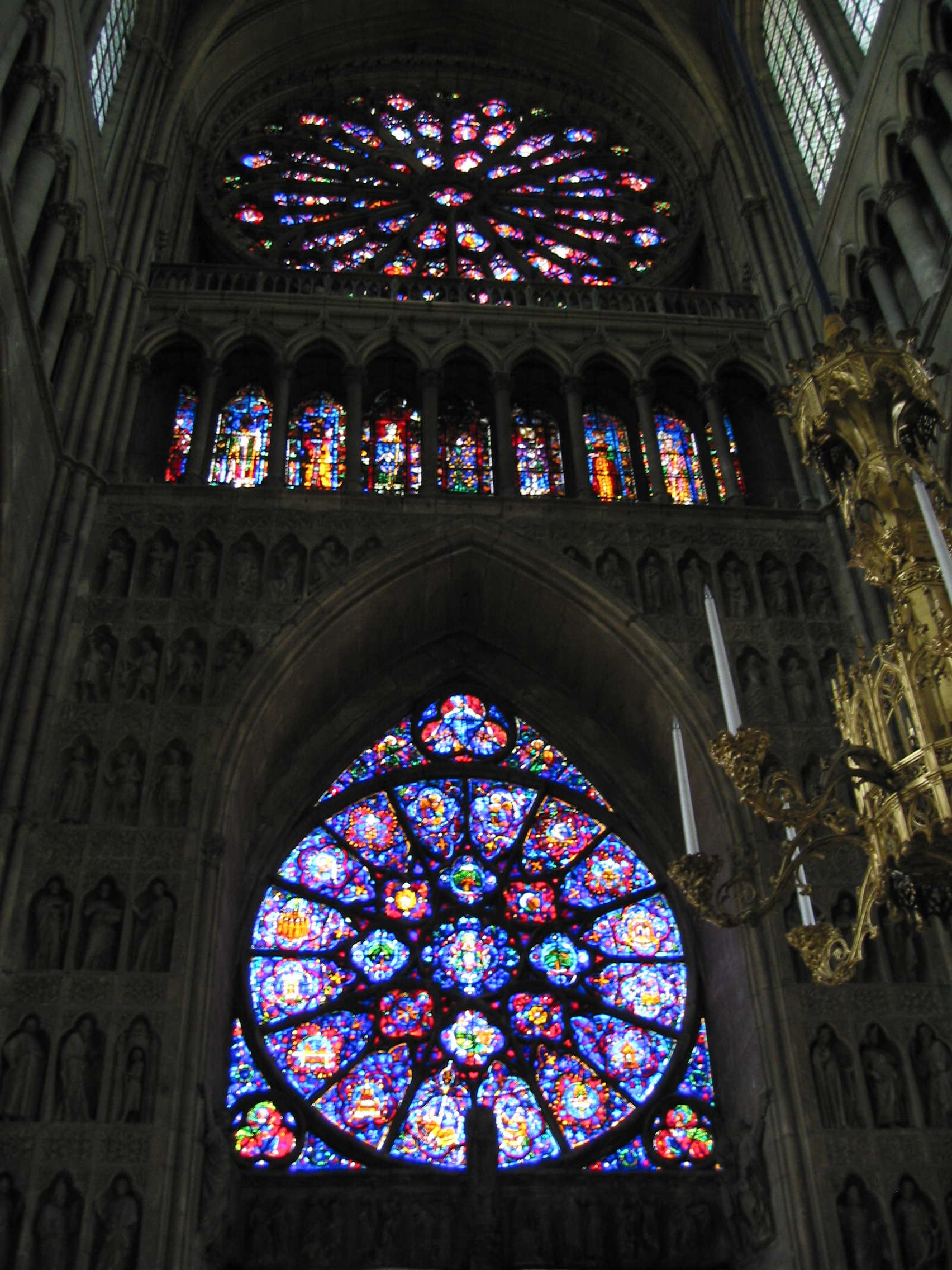
Vitralls a la catedral de Reims (França)

Tot i que l'existència del vidre està documentada des de fa més de 5.000 anys a Mesopotàmia i Egipte, i malgrat que l'Imperi Romà el difongués per Europa ja en el 300 aC, no es pot parlar d'una utilització rellevant d'aquest material en la construcció fins al segle vii i amb les contribucions islàmiques a l'Europa medieval a partir de l'expansió de l'islam. A partir d'aquell moment, la possibilitat de realitzar obertures de buits en façana va començar a generar un interès creixent.
A l'antiga roma, abans de la popularització del vidre, s'emprava com a envidriament el lapis specularis; un tipus de roca translúcida de guix del tipus de la selenita. La incapacitat per fabricar vidres de grans dimensions es va resoldre subdividint els fulls de finestra en quadrats més petits, capaços de ser tapats amb una única peça de vidre més petita. El costum actual de subdividir els panys de finestra en quadrats més petits és una reminiscència estètica que ha perdurat des de llavors.
L'art dels vitralls es desenvolupà en les esglésies de l'Illa de França durant el romànic, que van saber convertir el problema de la mida de les peces en una virtut: "dibuixant" amb una carcassa de plom diferents figures sobre les obertures de façana, i omplint els buits resultants amb vidres fumats i colorits. El cor gòtic de la Catedral de Le Mans amb els seus vitralls del segle xii que contenen ja representacions dels arts i oficis, i en la vidriera de l'Ascensió del segle xi (la més antiga d'Europa en un edifici religiós), també en els vitralls de les catedrals de Sens o de Saint-Pierre de Poitiers, amb la vidriera de la Crucifixió i en la Basílica de Saint-Denis de París amb les vidrieres de La infància de Jesús, L'àrbre de Jesse, etc.., són els exemples més destacats d'aquest art durant la transició del romànic al gòtic.
La instal·lació de vidre baix emissiu en una façana és tèrmicament eficient però la transmissió lumínica baixa considerablement i és difícil aprofitar la llum natural i tenir un bon confort visual. Si no és regulable, el vidre no només impedeix l'entrada de l'energia solar a l'edifici a l'estiu i l'hivern, reduint l'aprofitament de la radiació solar, havent d'incrementar la calefacció

### L'evolució del mur
Un cop superat el problema de protegir el buit amb vidre, les limitacions es van deure al caràcter estructural de la façana. L'obertura d'un buit obligava a la seva peça superior, la llinda, a suportar la càrrega de l'edifici. Això impedia practicar buits massa amples, per la qual cosa les obertures van adoptar formes verticals per augmentar en la mesura possible la superfície d'il·luminació. També era necessari disposar els buits alineats uns a sobre de d'altres, de manera que es facilités la transmissió de la càrrega de l'edifici per la resta del mur. Igual com amb el vidre, i malgrat no ser ja necessària, aquesta composició de façana amb finestres verticals i regulars ha sobreviscut fins als nostres dies com una herència cultural.

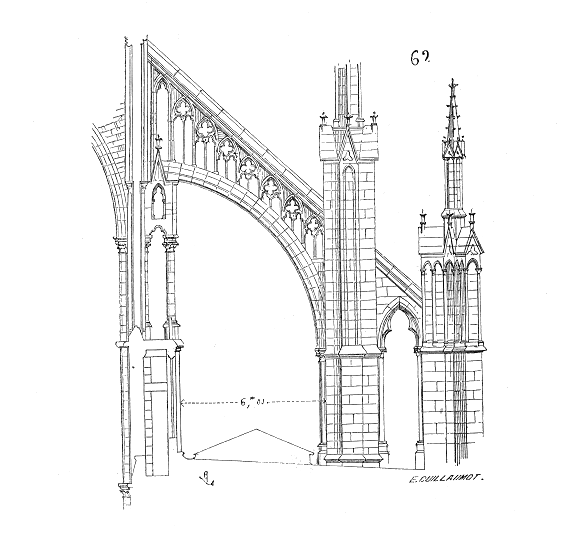
Arcbotants i contraforts a la catedral d'Amiens (França)

Per a augmentar la mida de l'obertura, en edificis singulars es va emprar l'arc de mig punt i posteriorment l'arc ogival. Tanmateix, el primer gran avenç a la façana es va produir a les catedrals gòtiques, quan es va eliminar el problema dels buits en desposseir de funció estructural a la façana substituint el concepte tradicional de mur de càrrega pel de pilars puntuals, desviant la càrrega de la coberta mitjançant arcbotants a uns contraforts exteriors, i d'aquesta manera la façana, alliberada del pes, podia tancar-se ara amb grans vitralls.
Fins al racionalisme els components de les façanes tenen una experiència contrastada en el temps, i les solucions constructives responen a un tot formal i constructiu, però en aquell moment es transforma la concepció de l'envolupant i comença una certa heterogeneïtat en els elements constructius condicionada per les noves exigències formals i compositives que els materials tradicionals no poden donar, i l'arribada de l'acer laminat a finals del segle xix, i del formigó armat a començaments del segle xx, va acabar definitivament per alliberar a la façana de la seva dependència estructural. Els arquitectes del Moviment Modern van explorar les possibilitats d'una façana lliure, popularitzant la finestra correguda i els buits horitzontals en lloc dels tradicionals verticals, utilitzant-los tant per adequar-se millor a la visió de les persones, com per evidenciar la seva independència de l'estructura.

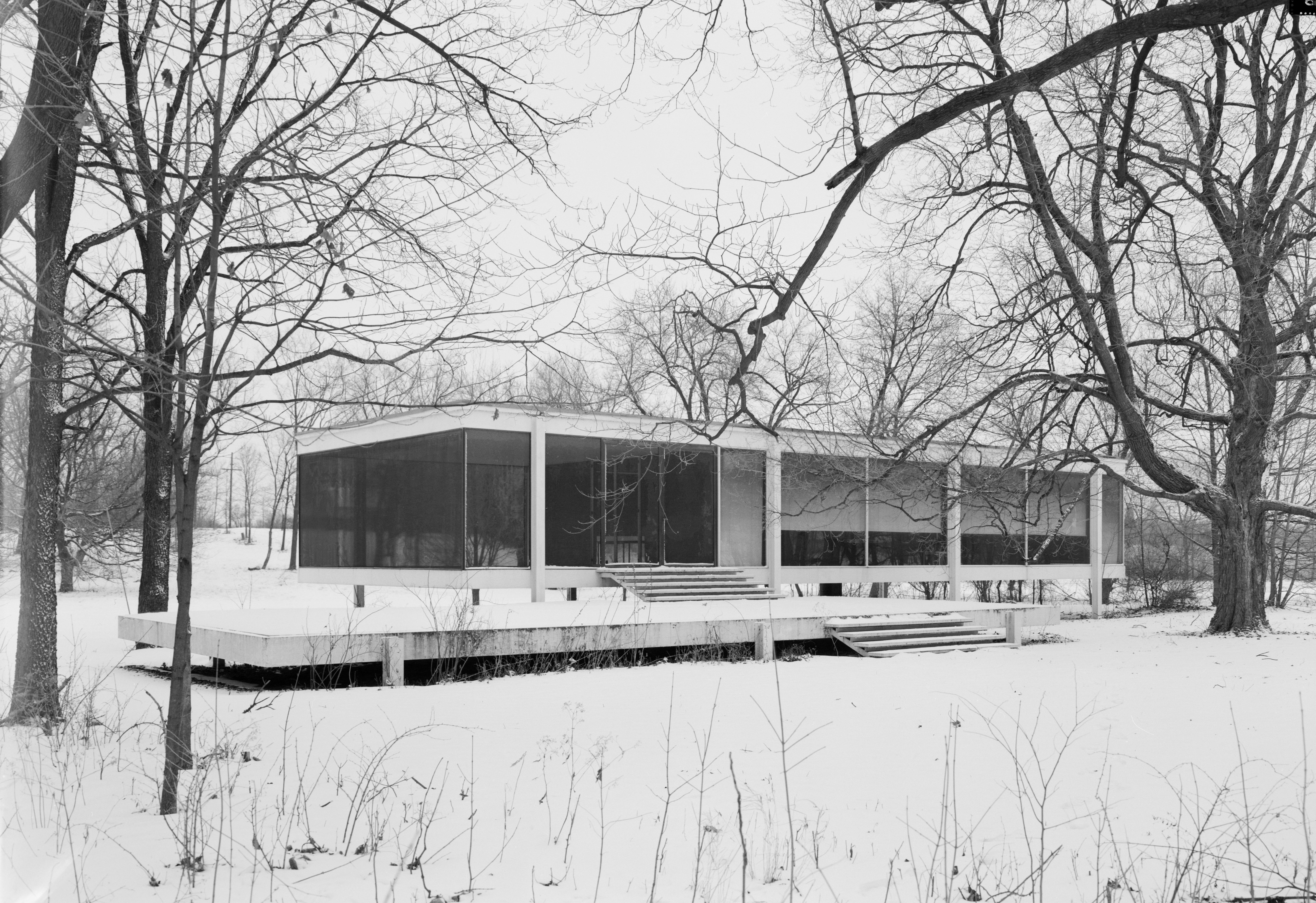
Casa Farnsworth a Illinois (Estats Units)

El darrer pas conceptual potser l'executés Mies van der Rohe el 1946, en dissenyar la Casa Farnsworth, on l'habitatge dissol definitivament la façana, culminant-se així el llarg procés evolutiu del buit.
La façana contemporània es distingeix per una composició irregular de buits que atén les necessitats d'il·luminació interiors, en lloc d'estar motivada per consideracions estructurals. També s'està explorant amb diferents formes i materials (plàstics, titani, tèxtils).

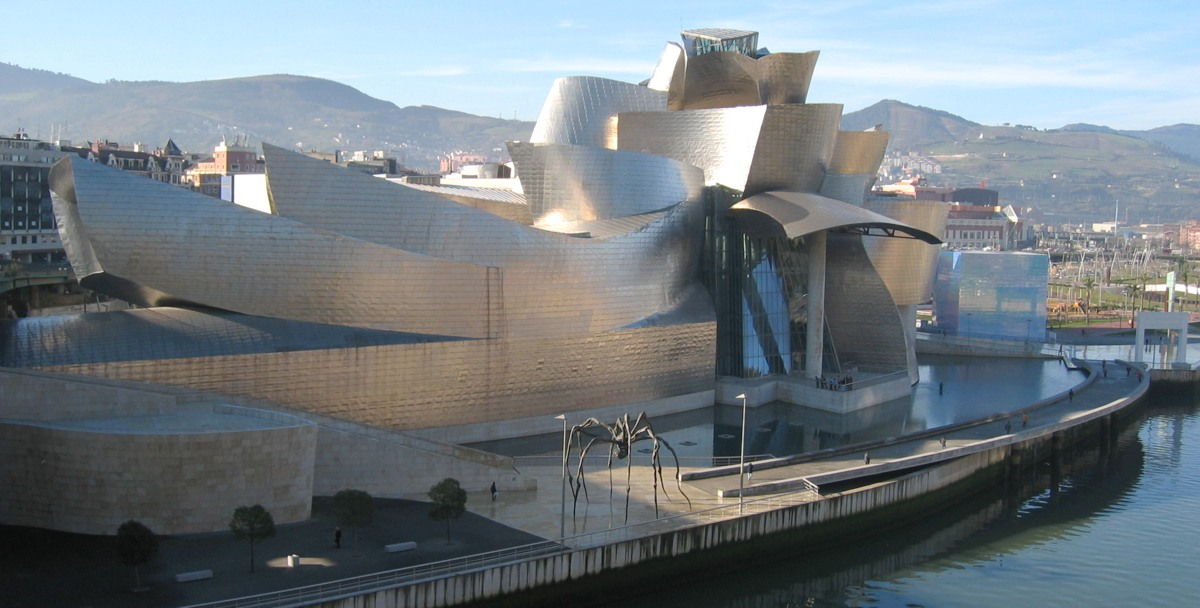
Museu Guggenheim a Bilbao (País Basc)

No menys importants són les conseqüències de l'aparició de la informàtica i els ordinadors, que amb les seves aplicacions de CAD i la seva capacitat de càlcul han possibilitat abandonar la clàssica concepció plana de la façana, permetent un tractament més volumètric d'aquesta. Edificis com el Guggenheim de Bilbao són un exemple ja clàssic d'aquesta nova revolució.
En un futur pròxim, és possible que la façana adopti una nova funcionalitat com a superfície de captació d'energies renovables.

## Funcionament
Les façanes, a més de la funció estètica, han de satisfer altres requisits: han de ser impermeables a l'aigua, i aïllar l'interior tèrmicament i acústicament. La secció tipus d'una façana convencional es compon de dos fulls: una exterior, que en arquitectura popular i arquitectura moderna generalment son de maó, i una altra interior, que pot ser de maó o d'altres materials com el cartró-guix. Entre aquests dos fulls es col·loca un aïllant tèrmic, per al qual usualment s'utilitzen materials com el poliuretà, la fibra de vidre o la llana de roca. Per evitar condensacions intersticials, a més, es col·loca en el costat calent de l'aïllant una barrera de vapor. Finalment, és necessària una petita separació d'un o dos centímetres de cambra d'aire per permetre que ventili el vapor d'aigua i no amari l'aïllament, inutilitzant-lo.
El gruix d'un mur de façana no obeeix tant a necessitats d'estabilitat o resistència com a la necessitat de massa per a l'aïllament acústic i d'espai per allotjar l'aïllant i la cambra d'aire.

## Tipologies constructives

### Façana lleugera
Les façanes lleugeres funcionen com una pell penjada de l'edifici. Com el seu propi nom indica, són lleugeres, i no contribueixen a l'estabilitat de l'estructura.
A causa de la seva poca massa, són mals aïllants del soroll, per la qual cosa no són aplicables per a edificis que requereixin ambients silenciosos, com per exemple l'ús residencial. Tampoc no solen funcionar bé com aïllants tèrmics, exigint generalment una despesa extra en calefacció o aire condicionat. Tanmateix, el seu reduït pes, la seva gran capacitat per permetre l'entrada de llum, i la seva rapidesa de muntatge les fan idònies per a gratacel i una gran varietat d'espais públics.
Es componen de muntants (elements de subjecció verticals que s'ancoren a l'estructura de l'edifici), travessers o perfils secundaris (elements horitzontals ancorats als muntants, i que acaben de conformar la carcassa) i tancament, que pot ser de vidre o plafons lleugers com fusta o alumini. Aquests poden ser fixos o practicables. En funció de si la «pell de façana» és contínua o s'interromp a cada forjat, les façanes lleugeres es poden classificar en «murs cortina» o «façana plafó», respectivament.

### Façana pesada
Aquesta categoria inclou totes les façanes tradicionals, ja siguin de maó vist, enfoscats, aplacats, de pedra, de fusta o d'altres, a més de les ventilades i les prefabricades.

#### Façana tradicional

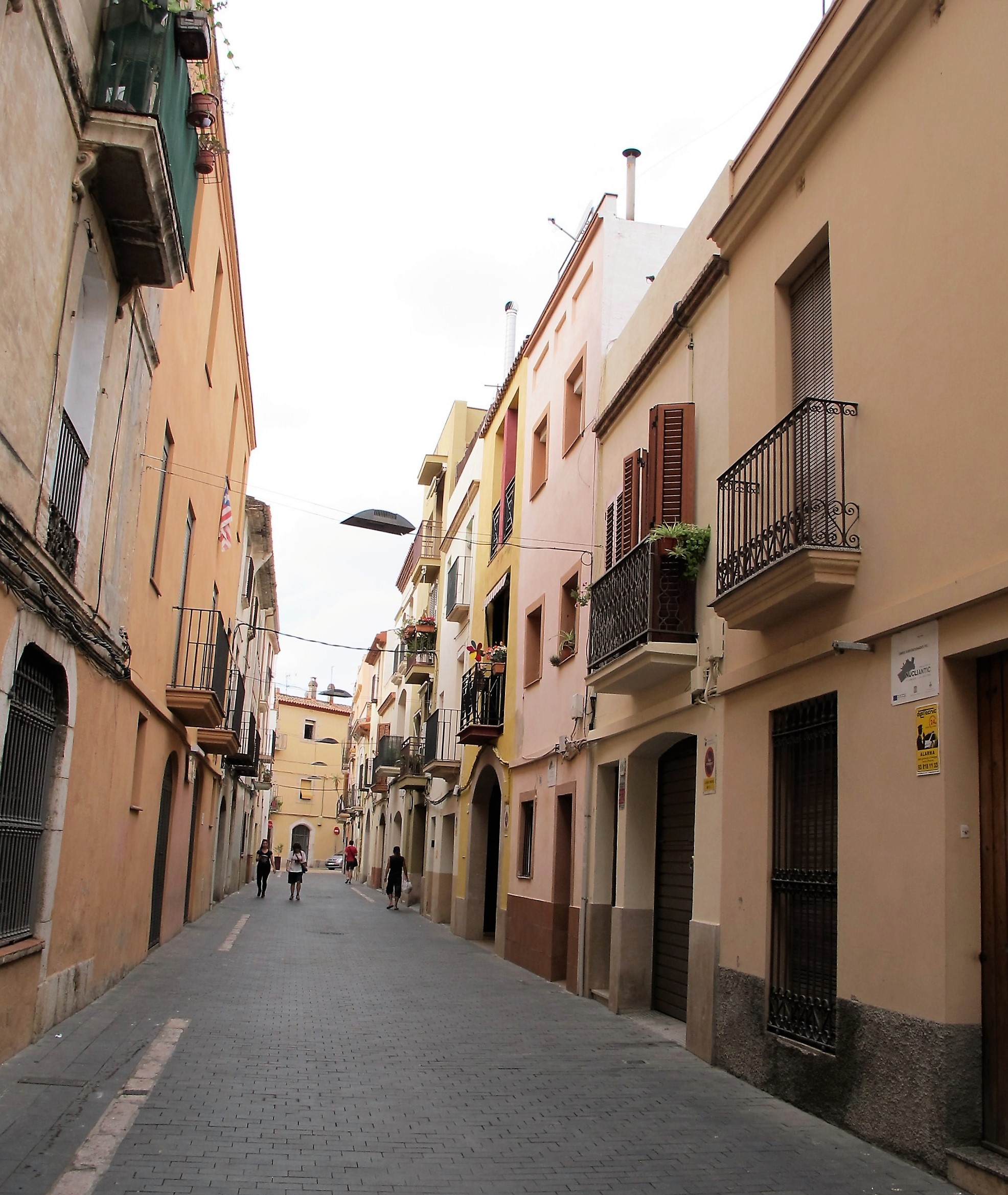
Carrer Major de Vilanova i la Geltrú, fet amb façanes tradicionals

Les façanes tradicionals en l'arquitectura popular son a la vegada murs de càrrega, amb un gruix d'uns 40 ó 50 cms feta de tova, el maó o paredat de pedra, en les que les peces de pedra, més cares, es limita a les cantonades o punts singulars. Les façanes tradicionals en els edificis de l'arquitectura moderna estan fetes amb un full de 15 cm de maó i un envà ceràmic interior de 5 cm, amb la novetat de la disposició d'una cambra d'aire d'uns 5 cm per a millorar les prestacions tèrmiques de l'interior. També son habituals a països del nostre entorn les façanes d'una sol full de fàbrica amb extradossos en la cara interior formats per un aïllant tèrmic i una placa de guix laminat, suportada per la cohesió de l'aïllant mateix o per mitjà d'un entramat de perfils de sistemes autoportants. Els sistemes d'aïllament per la cara exterior, pensats inicialment per a resoldre la rehabilitació energètica dels edificis, s'ha estès a l'obra nova.

#### Façanes ventilades

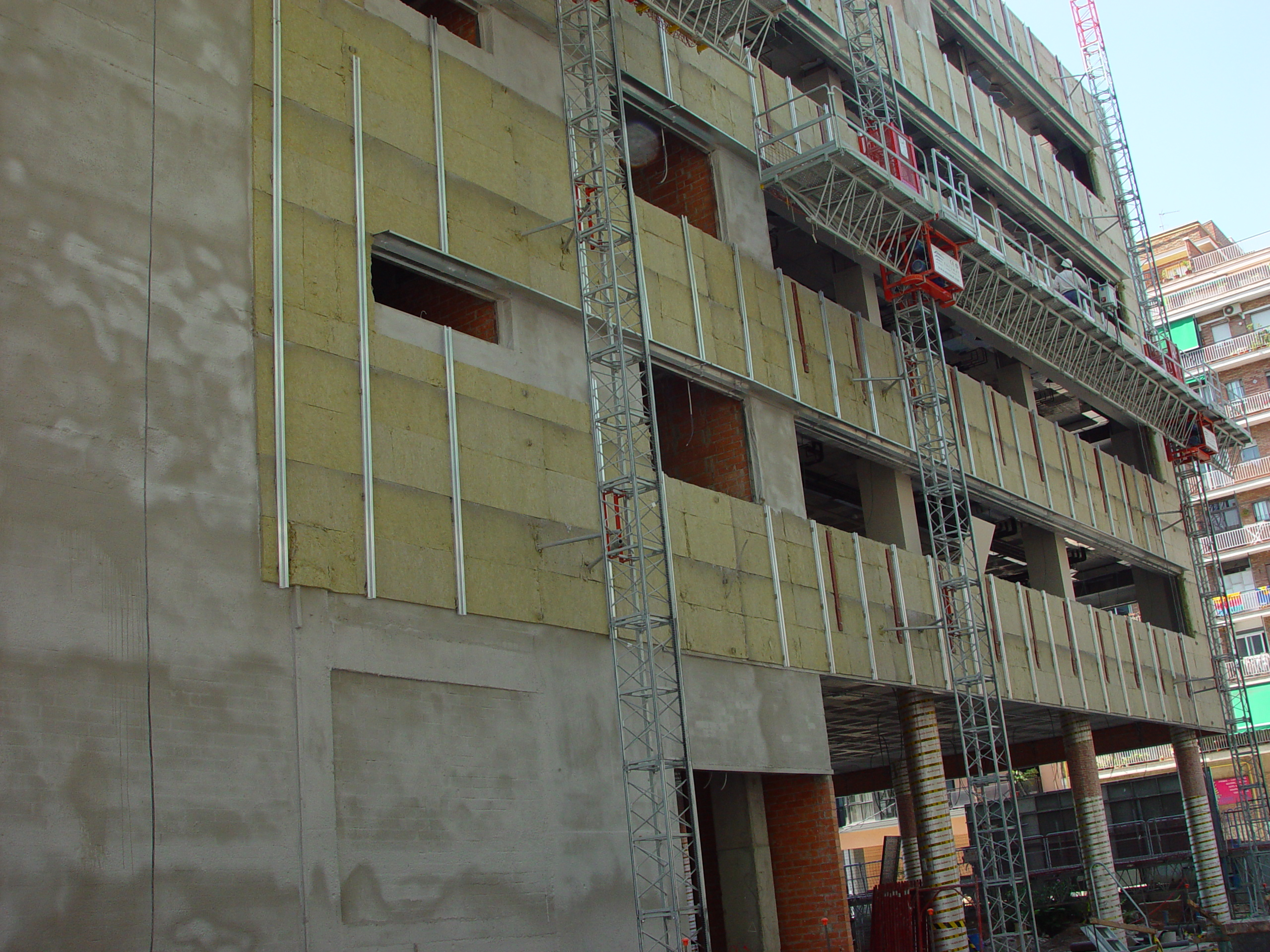
«Manta» de llana de roca en una façana ventilada

Les façanes ventilades aïllen tèrmica i acústicament un edifici per la cara exterior mitjançant un revestiment separat del mur de suport que permet la circulació de l’aire en el seu interior, resultant en el sistema de façana més eficient en l'actualitat.
La façana ventilada és un sistema semblants al mur cortina, amb uns subestructura formada per muntants i travessers, i els elements de tancament, però a diferència dels murs cortina, els muntants s'ancoren a parets de fàbrica, i les peces de tancament són pesades, normalment plaques de pedra, ceràmica o panells sandwich. Rere els elements de tancament s'hi disposen de forma contínua per evitar ponts tèrmics, panells ignífugs d'aïllament tèrmic i acústic fixats al mur de suport mitjançant espigons, generalment amb llanes de roca i llanes minerals. En existir un full de tancament interior (habitualment de maó), les plaques no necessiten presentar una junta estanca, i en el muntatge se separen entre si uns quants mil·límetres, formant una cambra d'aire entre l'element d'acabat i l'aïllament o el mur de tancament, proporcionant d'aquesta manera una bona qualitat d'aïllament tèrmic. Aquest tipus de façanes se sol utilitzar en edificis institucionals, a causa que ofereix una elevada qualitat d'acabat, amb bona protecció contra la intempèrie. La cara interior de la façana ventilada ha de disposar de materials aïllants tèrmics i acústics, i si la façana és doble envidriada, entre les dues cares s'hi ha d'instal·lar sistemes de reducció de la incidència solar sobre la cara interior, i per donar una il·luminació adient i un bon reflex és habitual emprar vidres semireflectants, acolorits o serigrafiats en la cara exterior.

#### Façanes prefabricades
Les façanes prefabricades són façanes compostes per mòduls de paret que venen fets de taller, acoblant-se els uns als altres en obra. Depenent del nivell de prefabricació poden fins i tot muntar-se parets de façana amb les finestres o la porta ja instal·lades. El material més utilitzat en prefabricació és el formigó, encara que també està estès l'ús de fusta, i altres materials més moderns com el GRC. Els sistemes d'unió entre els diferents mòduls ja venen incorporats a les mateixes peces, de manera que solen ser construccions de junta seca. Els avantatges d'aquest mètode resideixen en un major control de qualitat, en fabricar-se les peces en taller, i en un procés de muntatge molt ràpid que no demanda molta mà d'obra. Per aquest motiu en països industrialitzats, on la mà d'obra és comparativament més cara que els materials, està guanyant popularitat.

### Mur cortina

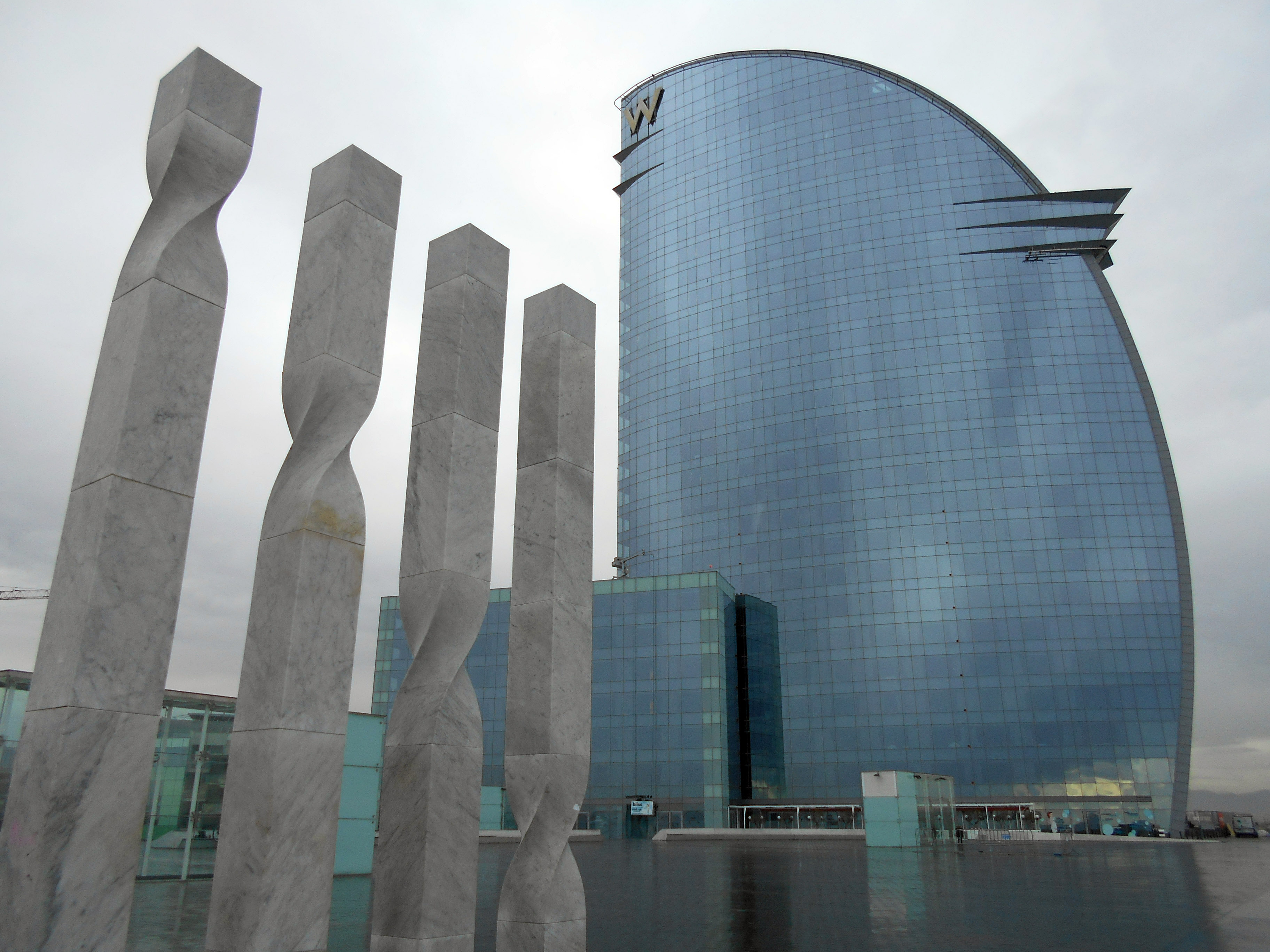
Mur cortina de l'hotel W Barcelona

Un mur cortina (en anglès curtain wall) es un sistema de façana, generalment lleugera i feta de vidre, independent de l'estructura resistent de l'edifici, que es construeix de manera contínua per davant d'ella. Un mur cortina està dissenyat per resistir a la força del vent, així com el seu propi pes, i transmetre-la als forjats. Generalment els murs cortina es construeixen mitjançant la repetició d'un element prefabricat modular que inclou els necessaris elements de protecció, obertura i accessibilitat segons les necessitats.